# Paniqui
Paniqui is een gemeente in de Filipijnse provincie Tarlac op het eiland Luzon. Bij de laatste census in 2007 had de gemeente ruim 83 duizend inwoners.

## Geografie

### Bestuurlijke indeling
Paniqui is onderverdeeld in de volgende 35 barangays:
| - Abogado - Acocolao - Aduas - Apulid - Balaoang - Barang - Brillante - Burgos - Cabayaoasan - Canan - Carino - Cayanga | - Colibangbang - Coral - Dapdap - Estacion - Mabilang - Manaois - Matalapitap - Nagmisaan - Nancamarinan - Nipaco - Patalan - Poblacion Norte | - Poblacion Sur - Rang-ayan - Salumague - Samput - San Carlos - San Isidro - San Juan de Milla - Santa Ines - Sinigpit - Tablang - Ventenilla |

## Geboren in Paniqui
- Corazon Aquino (25 januari 1933), president van de Filipijnen (overleden 2009);
- Eduardo Cojuangco jr. (10 juni 1935), politicus (overleden 2020);
- Mikee Cojuangco-Jaworski (26 februari 1974), amazone, actrice en IOC-lid.